# Werktuigbouwkunde

Een visualisatie van het thermodynamisch proces van een stoommachine is een voorbeeld van een werktuigbouwkundige constructie.

Een computerafbeelding van een werktuigbouwkundig ontwerp van een waterturbine

Werktuigbouwkunde of werktuigkunde is een technische studie gericht op het ontwerpen van dynamische voorwerpen of statische constructies.

## Deelgebieden
De werktuigbouwkunde wordt opgesplitst in een aantal deelgebieden: 
- machinebouw
- scheepsbouw
- offshore
- olie- en gaswinning
- onderzoek en toepassing
- energie- en aandrijftechniek
- staal- en constructiebouw.
- materiaalkunde
- Thermodynamica, vloeistofmechanica en akoestiek
- Biomechanica
- Fijnmechanica, micro- en nanomechanica (MEMS)

Binnen al deze sectoren worden objecten ontworpen die mechanische handelingen moeten uitvoeren (zoals tillen, wegen, verplaatsen, druk opbouwen, analyseren, warmte wisselen, verbinden, verspanen enz.). Ook de produceerbaarheid van de objecten is een onderwerp binnen de werktuigbouwkunde.

## Werktuigbouwkundige apparaten
Voorbeelden van werktuigbouwkundige toestellen en opstellingen zijn:
- Aandrijftechniek: zoals de benzinemotor, dieselmotor, elektromotor, stoommachine, gasturbine, en stoomturbine
- Constructies: brug, hijskraan, kapspant
- Machinebouw: bijvoorbeeld de palletiseermachine, robot
- Geregelde systemen: zoals de hydrauliek (hydraulische pers), pneumatiek (pneumatische boor), pompen (vloeistof- en luchtpompen), robotica en schakelaar (elektrische en handbediende)
- Verbindingsprincipes: bouten, klikken (snapverbinding), klinken, lassen, lijmen en perspassing
- Thermodynamica: bijvoorbeeld warmtewisselaar (cv-installaties), WKK, koelinstallaties, ketel

## Werktuigbouwkundige theorie
De theorie omtrent de werktuigbouw omvat onder andere: 
- Constructieprincipes
- Constructieleer
- Mechatronica
- Overbrenging
- Sterkteberekeningen
- Stromingsleer
- Tribologie